# Vodnjan
Vodnjan (talij. Dignano [diɲˈɲaːno], istriot. Diegnan, čak. Vodnan) je grad u južnoj Istri, desetak kilometara sjeverno od Pule (Istarska županija, zapadna Hrvatska). Vodnjan je jedan od centara istriotskog jezika. U crkvi sv. Blaža nalazi se svjetski poznata zbirka relikvija u Vodnjanu kao i Vodnjanske mumije svetaca.

## Gradska naselja
Gradu Vodnjanu pripada 4 naselja (stanje 2006.), to su: 
- Gajana
- Galižana
- Peroj
- Barbariga

Tu su još i okolna sela kao što su Brščići, Juršići, Majmajola itd.

## Zemljopis
Područje Grada Vodnjana se nalazi na plodnom nizinskom području na jugu Istre koja na zapadu kod Peroja izbija na more. Oko 10 km sjeverno je od Pule na koordinatama 44°57′40″ s.g.š.i 13°51′10″ i.g.d., a najviša točka iznosi 147 m.n.v. Zauzima površinu od 102 km2.

## Povijest
Po legendi Vodnjan je nastao tako da se udružilo 7 rimskih villa rustica unutar agera Colonia Julia Pola. U rimsko vrijeme se nazivao Praedium Athenianum da bi kasnije prešlo na Vicus Attinianum ili Adinianum da bi u srednjem vijeku prešlo s Diniano – Dignano (Dinjano). Kojim glasovnim promjenama je Dinjan kod Slavena prešao u Vodnjan nije poznato.
U srednjem vijeku se gradi kaštel koji je bio smješten na Narodnom trgu (Piaza del Popolo), nepravilnog oblika s 3 porte: jedna je izlazila na Mercerie (dućane sitne robe), druga na Kontradu del Forno Grande (Velike pekare), a treća na spoj 2 kontrada, Portarol i za katedralu.
Godine 1806. taj se kaštel ruši, a od klesanog kamenja s kaštela se popločavaju okolne ulice.

## Stanovništvo
Prema AU popisu stanovništva iz 1910. općina Vodnjan (isto područje kao i današnji Grad) je imala 6087 stanovnika, od toga 5801 Talijan, Nakon velikog istarkog egzodusa 1951. je ostao 1041 stanovnik. Autohtono stanovništvo Vodnjana, Bumbari, danas čine manji postotak (20 % u 2001, 15 % u 2011.) u odnosu na doseljeno stanovništvo koje je vrlo raznoliko. Najviše ima Hrvata, a ostale nacionalnosti su Romi, Bošnjaci i Slovenci. Ukupno na područki Gradač je bilo 6119 stanovnika (2011.) dok je sam Vodnjan imao 1501 stanovnika u odnosu na 2514 1931. g.
Talijanska zajednica je najviše zastupljena u Vodnjanu (1/4 stanovnika) te u Galežani (oko 50 %).
Romi u Vodnjanu su najveća romska zajednica u Istri sa svojim Udruženjem Roma Istre (Cidinipè Romano anne Istria) te imaju i svog predstavnika u vijeću Grada.
I Crnogorci u Peroju su povijesna zajednica koja je stoljećima uspjela sačuvati svoju pravoslavnu vjeru i običaje u svom udruženju "Peroj 1657".
Inače, unatoč mehaničkom priljevu, prevladava demografski pad, tj. ima više umrlih nego rođenih, iako ima iznimaka.
| broj stanovnika | 4825  | 5987  | 6828  | 7035  | 7881  | 9066  | 8379  | 8330  | 5609  | 4334  | 6297  | 6259  | 5261  | 5538  | 5651  | 6119  | 5838  |
|                 | 1857. | 1869. | 1880. | 1890. | 1900. | 1910. | 1921. | 1931. | 1948. | 1953. | 1961. | 1971. | 1981. | 1991. | 2001. | 2011. | 2021. |

| broj stanovnika | 3824  | 4731  | 5315  | 5152  | 5540  | 5916  | 5642  | 5424  | 3482  | 2576  | 3623  | 3636  | 3566  | 3678  | 3406  | 3613  | 3133  |
|                 | 1857. | 1869. | 1880. | 1890. | 1900. | 1910. | 1921. | 1931. | 1948. | 1953. | 1961. | 1971. | 1981. | 1991. | 2001. | 2011. | 2021. |

## Uprava
Vodnjan je nedavno postao gradom, a njime upravlja gradonačelnik Edi Pastrovicchio.

## Gospodarstvo
Najvažnija privrednaa grana je tradiconalno maslinarstvo, proizvodnja ekstra djevičanskog maslinovog ulja. Postoji nekoliko uljara.
Ostim toga stanovništvo se bavi vinogradarstvom, stočarstvom, trgovinom, uglavnom domaćom proizvodnjom.

## Poznate osobe
- Venerio Trevisan, slikar
- Fran Dominko (1903. – 1987.), jedan od najpoznatijih slovenskih astronoma.
- Luigi Donora (r. 1935.), skladatelj
- Giuseppe del Ton (1900. – 1997.), filolog, svećenik i pisac
- Bartolomeo Biasoletto, farmaceut, botaničar i prirodoslovac
- Loredana Bogliun, književnica, stvara na istriotskom
- Marija Mikelić (Kuftići, 1. siječnja 1914. – Stara Barbariga, 3. ožujka 2020.), najstarija Istrijanka, pokopana u Vodnjanu[6]
- Bartolomeo Biasoletto, farmaceut, botaničar
- Livio Morosin, glazbenik.

## Spomenici i znamenitosti
- Nužno je navesti ono po čemu se Vodnjan posebno ističe, a to je zbirka relikvija u Vodnjanu kao i vodnjanske mumije svetaca. Nalaze se iza glavnog oltara – u sakristiji. Znanstvenici ih drže čudom jer su stoljećima netaknute i neraspadnute iako nisu bile hermetički tretirane.

- Još jedno poznato obilježje je vodnjanski zvonik koji je najviši u Istri (60 m).·
- Palača Bettica (Betika),
- romanička kapelica sv. Križa (santa Croce),
- renesansna palača (Kaštel)
- U Vodnjanu su su još crkve Madone Karminske, sv. Martina, Madone Traverse, sv. Katerine, sv. Roka, sv. Nedjelje te sv. Margarete.
- Vodnjanska okolica bogata je znamenitostima poput kažuna

## Obrazovanje
Malo dalje od centra grada nalazi se Osnovna škola Vodnjan koja je jedina u Hrvatskoj podjeljena na dva odjela – hrvatski (a, b) i talijanski (t). Iako ima samo oko 350 učenika, škola ima dvije knjižnice, veliku dvoranu s gledalištem, nogometno i košarkaško igralište te stazu za trčanje i skok u dalj.
Blizu škole nalazi se dječji vrtić "Petar Pan" s jaslicama i prikladnim igralištem izvan objekta.
U samom srcu nalazi se vrlo bogato opremljena gradska knjižnica.

## Kultura
Svakako najveća posebnost ovog kraja jeste istriotski jezik autohtonog stanovništva još iz rimskih vremena (preostao u trokutu Rovinj – Bale – Vodnjan).
Najbitniji događaj je Bumbarska fešta koja se održava u kolovozu
Svakog svibnja od 1997., u Vodnjanu se održava Dječji festival duhovne glazbe Iskrice.
Vatrama Svetog Ivana koje se obilježavaju 23. lipnja započinje poznato Vodnjansko ljeto s brojnim koncertima, predstavama, izložbama i ostalim zabavnim programom.
Još jedan od bitnijih datuma je 3. veljače kada se slavi zaštitnik grada Vodnjana – Sveti Blaž. U crkvi Sv. Blaža, najvećoj i najpoznatijoj crkvi u Istri, održava se svečana misa u kojoj se mogu dodirnuti relikvije poznatog sveca.

## Sport
- NK Vodnjan
- OK Vodnjan

## Galerija
- Crvena zgrada u središtu grada
- Vodnjan
- Vodnjan
- freska „Šarenoga majstora“ iz XV. stoljeća, s prikazom Svete mučenice, u crkvi sv. Margarete kod Vodnjana, Istra
- Kip svećenika i filologa Giuseppea Del Tona

## Vanjske poveznice
- Službene stranice

|  | Portal Hrvatske – Pristup člancima s tematikom o Hrvatskoj. |